# Élections sénatoriales cambodgiennes de 2024
Les élections sénatoriales cambodgiennes de 2024 se déroulent le 25 février 2024 afin de renouveler au scrutin indirect 58 des 62 membres du Sénat du Cambodge. 
Le Parti du peuple cambodgien (CPP) domine de manière écrasante la scène politique après avoir fait interdire ou empêcher de concourir les principaux partis d'opposition. Après avoir transmis le poste de Premier ministre à son fils Hun Manet, le dirigeant du CPP Hun Sen ambitionne d'être élu à la présidence du Sénat.
Le CPP remporte comme attendu la quasi-totalité des sièges à pourvoir.

## Contexte

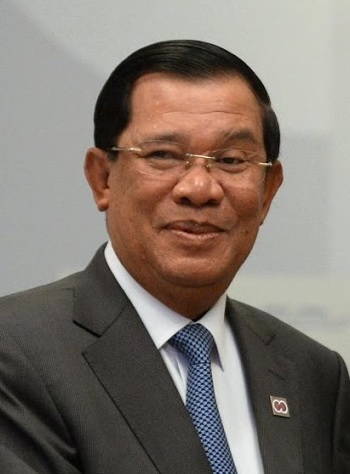
Hun Sen.

Les élections sénatoriales de 2018 sont remportées sans grande surprise par le Parti du peuple cambodgien du Premier ministre Hun Sen. A la suite de la crise politique de 1997, le gouvernement a en effet fait interdire les principaux partis d'opposition — dont le Parti du sauvetage national du Cambodge — par une Cour suprême jugée à ses ordres, conduisant de facto à un système à parti unique. Kem Sokha, chef de l'opposition parlementaire, a été arrêté et inculpé de complot contre le régime avec l'aide des États-Unis en septembre 2017. Sam Rainsy, précédent chef de l'opposition, est interdit de retour au pays. La presse indépendante n'existe presque plus : le Cambodia Daily a été fermé en 2017, et le Phnom Penh Post a été vendu en mai 2018 à une entreprise proche du Premier ministre Hun Sen. En 2017 également, une trentaine de chaînes de radio, dont l'antenne locale de Radio Free Asia, ont été fermées par les autorités. Les journalistes travaillent dans un climat d'intimidations de la part du gouvernement.
Le Parti du peuple cambodgien remporte par conséquent les élections sénatoriales de février 2018 en obtenant la totalité des sièges élus par les conseillers municipaux. Le Front uni national pour un Cambodge indépendant, neutre, pacifique et coopératif (FUNCINPEC), qui forme une opposition contrôlée, obtient quant à lui deux sièges élus par l'Assemblée nationale. Le roi Norodom Sihamoni nomme par ailleurs sénatrices les princesse royales Norodom Arunrasmy et Oum Somanin,. Les élections législatives organisées cinq mois plus tard voient le CPP remporter la totalité des sièges à l'assemblée nationale. L'ONG Human Rights Watch dénonce une parodie de démocratie et la partialité politique de la Commission nationale électorale.
Le gouvernement tolère un temps la reconstitution d'une opposition autour notamment du Parti de la bougie. Les élections municipales de 2022 font office de test électoral avant les législatives, et voient la victoire écrasante du CPP. Dans la foulée, le Parti de la bougie se voit refuser son enregistrement par le Comité électoral national le 15 mai 2023, qui prétexte le manque de plusieurs documents requis et disqualifie ainsi le parti pour les élections législatives de juillet 2023. En l'absence des principaux partis d'opposition, le Parti du peuple cambodgien remporte sans surprise le scrutin avec 120 sièges sur les 125 à pourvoir, le reste revenant au Funcinpec,. Avec sa victoire aux élections municipales et législatives, le Parti du peuple cambodgien domine ainsi largement le collège électoral amené à élire les futurs sénateurs.

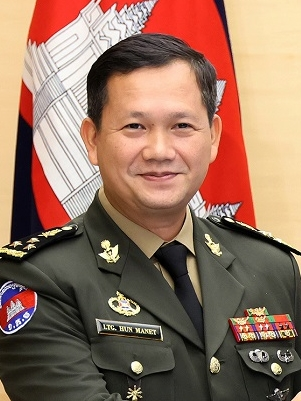
Hun Manet.

Hun Sen prépare alors depuis plus d'un an une succession dynastique du pouvoir au profit de son fils, Hun Manet, âgé de 44 ans. Fin décembre 2022, après s'être fait désigner comme candidat du parti à un nouveau mandat de Premier ministre, il obtient ainsi du CPP la nomination unanime de son fils comme « futur Premier ministre » sans toutefois préciser à quel moment la passation de pouvoir aura lieu,. Une semaine avant le scrutin, le Premier ministre annonce qu'il transférera le pouvoir à son fils au plus tard un mois après les élections, tout en assurant vouloir maintenir son influence dans la vie politique cambodgienne en restant notamment président du CPP. Trois jours après le scrutin, Hun Sen annonce l'accession de son fils au poste de Premier ministre pour le 22 août. Le premier ministre sortant fait également part de son ambition d'être élu à la présidence du Sénat après les élections sénatoriales de février 2024, faisant de lui le numéro deux du système politique.

## Mode de scrutin
Le sénat est la chambre haute du parlement bicaméral du Cambodge. Il est composé de 62 sièges pourvus pour six ans, dont 58 au scrutin proportionnel plurinominal indirect par un collège électoral composé des conseillers municipaux. Les sièges sont répartis dans huit circonscriptions plurinominales basées sur les 24 provinces du Cambodge, et pourvus selon la méthode de la plus forte moyenne. Sur les quatre sénateurs restants, deux sont désignés par le roi et deux autres élus par l’Assemblée nationale.
Le nombre de sénateurs élus par les conseillers municipaux évolue en fonction de la population du pays, tout en étant limité au maximum à la moitié du nombre de députés composant l'Assemblée nationale. Il est ainsi passé de 57 à 58 en 2018.

## Résultats
|                          |                               |                              |                              |                              |        |               |  |  |  |
| Parti                    | Parti                         | Votes                        | %                            | +/–                          | Sièges | +/–           |  |  |  |
|                          | Parti du peuple cambodgien    | 10 052                       | 85,92                        | 13,13                        | 55     | 3             |  |  |  |
|                          | Parti khmer de la volonté     | 1 394                        | 11,92                        | Nv                           | 3      | 3             |  |  |  |
|                          | Parti du pouvoir de la nation | 234                          | 2,00                         | Nv                           | 0      | en stagnation |  |  |  |
|                          | FUNCINPEC                     | 19                           | 0,16                         | 2,21                         | 0      | en stagnation |  |  |  |
|                          | Membres élus par l'assemblée  | Membres élus par l'assemblée | Membres élus par l'assemblée | Membres élus par l'assemblée | 2      | en stagnation |  |  |  |
|                          | Membres nommés par le roi     | Membres nommés par le roi    | Membres nommés par le roi    | Membres nommés par le roi    | 2      | en stagnation |  |  |  |
|                          |                               |                              |                              |                              |        |               |  |  |  |
| Votes valides            | Votes valides                 | 11 699                       | 99,73                        |                              |        |               |  |  |  |
| Votes blancs et nuls     | Votes blancs et nuls          | 31                           | 0,27                         |                              |        |               |  |  |  |
| Total                    | Total                         | 11 730                       | 100                          | –                            | 62     | en stagnation |  |  |  |
| Abstention               | Abstention                    | 17                           | 0,14                         |                              |        |               |  |  |  |
| Inscrits / participation | Inscrits / participation      | 11 747                       | 99,86                        |                              |        |               |  |  |  |

## Analyse
Comme attendu, le Parti du peuple cambodgien remporte la quasi-totalité des sièges, seuls trois revenant à un parti d'opposition, le Parti khmer de la volonté, affilié au Parti de la bougie. La victoire du Parti du peuple ouvre la voie à l'élection de Hun Sen à la présidence du Sénat.
L'Assemblée nationale élit le 1er mars Sok Eysan et Heng Halim au poste de sénateurs, parmi quatre candidats dont Ear Khimeng et Tep Kosal. Les deux nouveaux sénateurs sont tous deux membres du Parti du peuple cambodgien, Sok Eysan en étant d'ailleurs le porte-parole,. Le 7 mars suivant, le roi Norodom Sihamoni nomme à nouveau sénatrice la princesse royale Norodom Arunrasmy, ainsi que le prince Sisowath Thomico.